# Guan d'altiplà
El guan d'altiplà (Penelopina nigra) és una espècie d'ocell de la família dels cràcids (Cracidae) que habita la selva humida de les muntanyes del sud de Mèxic, Guatemala, El Salvador, Hondures i el nord de Nicaragua. És l'única espècie del gènere Penelopina Reichenbach, 1861.